# Edward Strasburger (ekonomista)

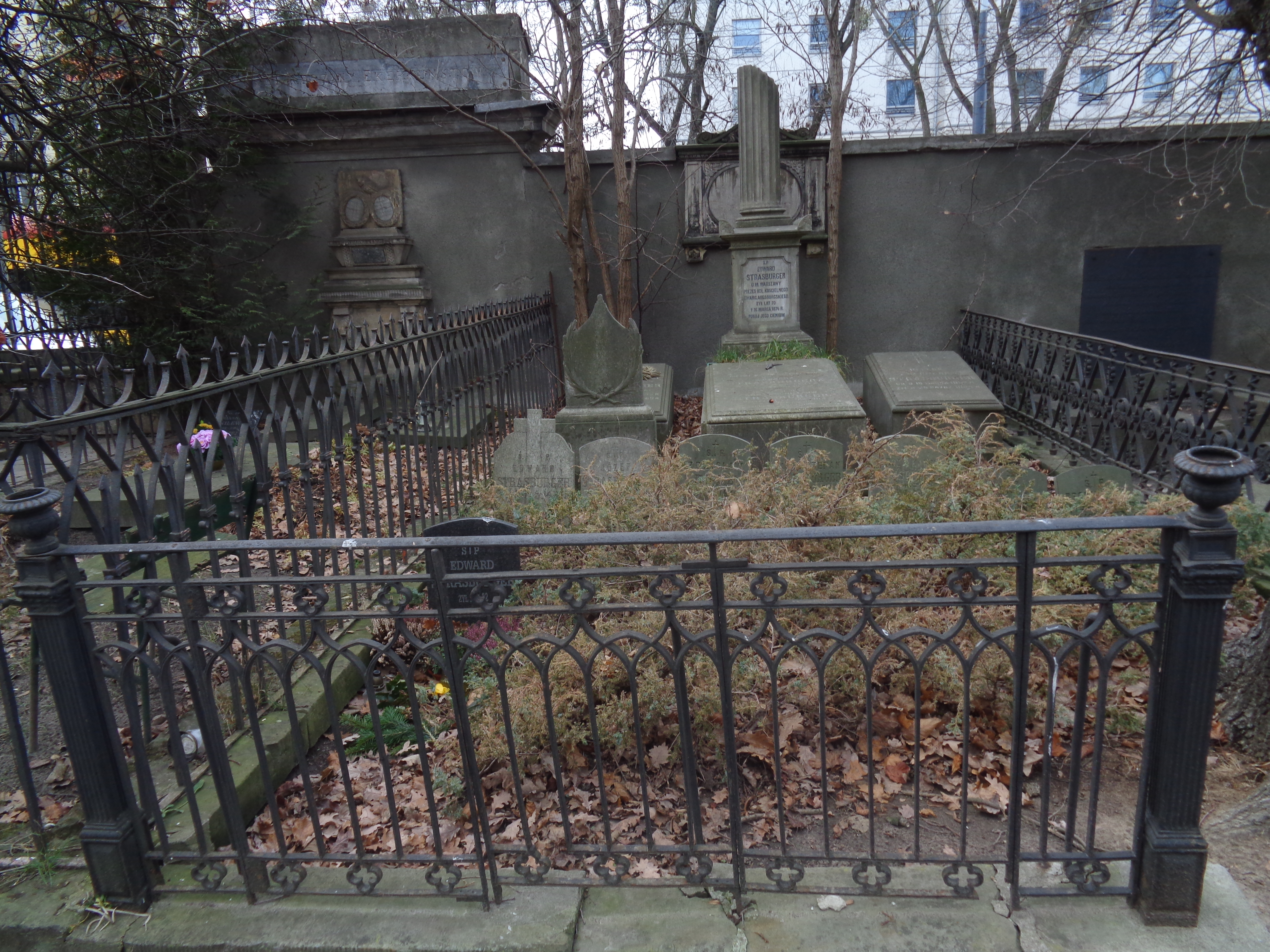
Grób ekonomisty Edwarda Strasburgera na cmentarzu ewangelicko-augsburskim

Edward Karol Strasburger (ur. 22 lutego 1882 w Warszawie, zm. 8 grudnia 1923 tamże) – polski ekonomista, profesor Uniwersytetu Warszawskiego, dziadek Karola Strasburgera.

## Życiorys
Był synem Anieli z Simmlerów i Karola Ludwika Strasburgera, dyrektora finansowego Kolei Warszawsko-Wiedeńskiej oraz bratankiem Edwarda Adolfa Strasburgera, wybitnego botanika, i Leona Strasburgera, powstańca styczniowego, a także stryjecznym bratem Henryka Strasburgera, ministra skarbu II Rzeczypospolitej. Żonaty z Hanną Komierowską.
Ukończył V Gimnazjum w Warszawie w 1900 i rozpoczął studia na Wydziale Prawa Cesarskiego Uniwersytetu Warszawskiego, które ukończył w 1904. W latach 1904–1906 studiował ekonomię na Uniwersytecie Ludwika i Maksymiliana w Monachium, gdzie uzyskał stopień doktora w 1907 na podstawie pracy Zur Entwicklung der Arbeiterfrage in Königreich Polen. W 1911 został doktorem prawa na Uniwersytecie Jagiellońskim, a w 1913 habilitował się z ekonomii politycznej i polityki ekonomicznej na tej uczelni, na podstawie książki Gospodarka naszych wielkich miast.
Prowadził wykłady z gospodarstwa społecznego w Akademii Handlowej w Krakowie w latach 1909 i 1910. Od 1911 był związany z Uniwersytetem Jagiellońskim jako asystent, a od roku 1914/1915 jako docent.
W 1915 powrócił do Warszawy i podjął pracę na Uniwersytecie Warszawskim, na seminarium ekonomii politycznej. Prowadził wykłady z historii doktryn ekonomicznych od 1916. Wykładał również historię ekonomii w Wyższej Szkole Handlowej. Był pracownikiem Rady Departamentu Skarbu Tymczasowej Rady Stanu. 
1 kwietnia 1919 otrzymał tytuł profesora nadzwyczajnego i został kierownikiem Katedry Skarbowości na Wydziale Prawa Uniwersytetu Warszawskiego. Od 1921 był profesorem zwyczajnym. W roku akademickim 1922/1923 był dziekanem Wydziału Prawa. Pełnił tę funkcję również w następnym roku akademickim, ale zmarł w trakcie kadencji. Został pochowany na cmentarzu ewangelicko-augsburskim w Warszawie (aleja 1 nr 3), gdzie spoczywa również jego ojciec.
Wykładał też na Wolnej Wszechnicy Polskiej.
Zainteresowania naukowe Edwarda Strasburgera koncentrowały się początkowo wokół historii gospodarki, a od 1918 nauki skarbowości.

## Wybrane publikacje
- Zur Entwicklung der Arbeiterfrage in Königreich Polen (1907)[5]
- Kooperacja spożywcza i jej rozwój w Królestwie Polskim (1909)[6]
- Drożyzna (1912)[7]
- Gospodarka naszych wielkich miast (1913)[8]
- Istota, zasady i znaczenie kooperacji spożywczej (1913)
- Teoria potrzeb ze stanowiska gospodarczego (1915)[9]
- Zagadnienie skarbowo-ekonomiczne  na tle wojny (1920)[10]
- Ustrój skarbowy Rzeczypospolitej Polskiej (1922)[11][12]
- Nauka skarbowości (1924)